# Авдиковський Орест Арсенович
Авдико́вський О́рест Арсе́нович (псевдоніми і криптоніми: Боянист, Іван Нетой, Семен Підгірський, А. Орест, А., А. О., А. О. А., Авд. Ор.; 23 квітня 1842, с. Подусів, нині Перемишлянського району Львівської області — 28 липня (10 серпня) 1913, м. Львів) — український письменник, публіцист, редактор, громадський діяч москвофільської (російської) орієнтації. Член Ставропігійського інституту, «Народного Дому» (м. Львів), Товариства імені М. Качковського, голова Товариства слов'янських журналістів.

## Життєпис
Навчався в гімназіях у містах Бережанах (від 1856), згодом — Станиславові (нині — Івано-Франківськ), закінчив правничий факультет Львівського університету.
Проживав у с. Мостищі (нині Калуського району Івано-Франківської області), згодом переїхав до Львова.
Працював у редакції газети «Extrablatt» (м. Відень, Австрія), «Слово» (м. Львів), згодом — у періодичних виданнях «Пролом», «Новий пролом» (засновник і співвидавець), «Віче», «Червонная Русь», «Галицькая Русь» і «Галичанин».
У 1882 році виступав на вічі у Львові з рефератом «про відобранне переданого в р. 1882, у власть Єзуїтів монастиря оо. Василіян в Добромилі».
Помер у Львові 10 серпня 1913 року, похований у спільній гробниці літераторів та учених руської орієнтації на Личаківському цвинтарі, поле № 72.

## Творчість
Орест Авдиковський писав часом українською, а часом макаронічною мовою — язичієм.
Автор віршів, поеми «Завірюха» (1866), повістей «Пригода Степана Корчука» (1886), «Пильнуй свого — не забагай чужого» (1887).
Видав стислі опрацювання романів «Робінзон Крузо» Данієля Дефо і «Хатина дядька Тома» Г. Бічер-Стоу (1877; друга — під назвою «Дядько Фома»).
Переклав романи А. Дюма-батька («Із записок старого капітана», 1874), А. Доде («Жуан», 1887).